# Spalding United FC
Spalding United FC is een voetbalclub uit Engeland, die in 1905 is opgericht en afkomstig uit Spalding. De Club speelt anno 2024 in de Southern League Premier Division.

## Erelijst
- Northern Counties East League Premier Division (1) : 1982-1983
- United Counties League Premier Division (6) : 1954–55, 1974–75, 1987–88, 1998–99, 2003–04, 2013–14
- United Counties League League Cup (2) : 1954-1955, 1994-1995
- Peterborough & District League (1) : 1930-1931
- Lincolnshire Senior A Cup (1) : 1952–53
- Lincolnshire Senior B Cup (1) : 1950–51

## Records
- Hoogste competitie positie bereikt : 6e plaats in Southern League Midlands Division, 1989–90
- Beste FA Cup prestatie : Eerste ronde, 1957-1958 & 1964-1965
- Beste FA Trophy prestatie : Derde ronde, 1999-2000
- Beste FA Vase prestatie : Kwart finale, 1989-1890 & 1996-1997

Premier Central:
Alvechurch ·
Banbury United ·
Barwell ·
Bedford Town ·
Biggleswade Town ·
Bishop's Stortford ·
Bromsgrove Sporting ·
Coalville Town ·
Halesowen Town ·
Harborough Town ·
Kettering Town ·
Leiston ·
Lowestoft Town ·
Redditch United ·
Royston Town ·
Spalding United ·
St Ives Town ·
Stamford ·
Stourbridge ·
Stratford Town ·
Sudbury ·
Telford United

Premier South:
Basingstoke Town ·
Bracknell Town ·
Chertsey Town ·
Dorchester Town ·
Frome Town ·
Gloucester City ·
Gosport Borough ·
Hanwell Town ·
Havant & Waterlooville ·
Hungerford Town ·
Marlow ·
Merthyr Town ·
Plymouth Parkway ·
Poole Town ·
Sholing ·
Swindon Supermarine ·
Taunton Town ·
Tiverton Town ·
Totton ·
Walton & Hersham ·
Wimborne Town ·
Winchester City